# Crinodon
Crinodon limnophyes es una especie extinta de lepospóndilo (perteneciente al grupo Microsauria) que vivió a finales del período Carbonífero en lo que hoy en día es la República Checa.